# Hot spot (geologi)
 For alternative betydninger, se Hot spot. (Se også artikler, som begynder med Hot spot)
Hot spots er de områder i jordoverfladen, hvor konvektionsstrømmene i asthenosfæren skaber vulkanisme.
Geologer har identificeret mellem 40 og 50 hot spots rundt om i verden med Hawaii, Reunion, Yellowstone, Galapagos og Island som de for tiden mest aktive.
På grund af kontinentaldriften trækker et hotspot et spor af udslukte vulkaner. Det længste kontinentale hotspot-spor er Cosgrave hotspot track i Østaustralien. Man mener nu, at sporet efter Yellowstone Hotspot kan spores mindst 50 millioner år tilbage i tiden fra Yellowstone National Park til Stillehavskysten i Oregon and Washington.

## Oversigt over hotspots
- Afar hotspot
- Amsterdam hotspot
- Ascension hotspot
- Azores hotspot (1)
- Balleny hotspot (2)
- Bermuda hotspot
- Bouvet hotspot
- Bowie hotspot (3)
- Cameroon hotspot (17)
- Canary hotspot (18)
- Cape Verde hotspot (19)
- Caroline hotspot (4)
- Cobb hotspot (5)
- Comoros hotspot (21)
- Crozet hotspot
- Darfur hotspot (6)
- Discovery hotspot
- East Australia hotspot (30)
- Easter hotspot (7)
- Eifel hotspot (8)
- Fernando hotspot (9)
- Galápagos hotspot (10)
- Gough hotspot
- Guadelupe hotspot (11)
- Hawaii hotspot (12)
- Heard hotspot
- Hoggar hotspot (13)
- Iceland hotspot (14)
- Jan Mayen hotspot (15)
- Juan Fernandez hotspot (16)
- Kerguelen hotspot (20)
- Lord Howe hotspot (22)
- Louisvile hotspot (23)
- Macdonald hotspot (24)
- Marion hotspot (25)
- Marquesas hotspot (26)
- Meteor hotspot (27)
- New England hotspot (28)
- Pitcairn hotspot (31)
- Raton hotspot (32)
- Réunion hotspot (33)
- St Helena hotspot (34)
- St Paul hotspot
- Samoa hotspot (35)
- San Felix hotspot (36)
- Shona hotspot
- Society hotspot (Tahiti hotspot) (38)
- Socorro hotspot (37)
- Tasmanid hotspot (39)
- Tibesti hotspot (40)
- Trindade hotspot (41)
- Tristan hotspot (42) ved Tristan da Cunha
- Vema hotspot (43)
- Yellowstone hotspot (44)